# 筑紫女学园大学短期大学部
筑紫女学园大学短期大学部（日语：／ Chikushi Jogakuen Daigaku Tanki Daigakubu *），是過去一所位于日本福冈县太宰府市的私立短期大学，於2016年停辦。前筑紫女学园短期大学（日语：／ Chikushi Jogakuen Tanki Daigaku *）。

## 概要

### 简介
- 学校最早可以追溯到1907年[1]。短期大学为于1965年开办[1]、由学校法人筑紫女学园经营、来源于亲鸾的佛教思想[2]。

### 历史
- 1965年 筑紫女学园短期大学成立并同时设置三个学科即家政科、日文科、英文科[1][3]。
- 1969年 幼儿教育科成立[1][3]。
- 1999年 家政科变更为生活学科[1][3]。
- 2004年 三个学科即家政科、日文科、英文科各自招生最后、次年合并为现代教养学科[1][3]。
- 2006年 今年3月31日日文科正式停办、今年11月14日生活学科正式停办[3]。
- 2007年 今年3月31日英文科正式停办[3]。

### 宪章
- 请参看西南女学院大学短期大学部的标志 （页面存档备份，存于） （日語） 2014年1月28日阅览。

## 学校环境
- 校区：在福冈县太宰府市

## 历任校长
- 水月文夫：第一代短期大学校长[4]。
- 若原道昭：现在短期大学校长[5]

## 组织

### 学科
- 现代教养学科
- 幼儿教育科

### 前学科
- 日文科[注 1][注 2]
- 英文科[注 1][注 3]
- 生活学科[注 1]
- 幼儿教育科

### 专科
| - 没有 |

### 业余课程
| - 没有 |

### 附属学校
| - 幼儿园 |

## 相关链接
- 日本短期大学列表
- 筑紫女学园大学